# Bài hát công kích
Bài hát công kích (tiếng Anh: diss track hay diss song) là bài hát ra mắt với những ca từ công kích, chê bai hoặc chế giễu người khác. Hiện tượng này thường thấy trong âm nhạc, nhất là ở dòng nhạc hip hop. Các nghệ sĩ có thể phát hành một loạt các ca khúc công kích qua lại lẫn nhau khi xảy ra xích mích.

## Ví dụ
- Back to Back - Drake
- Obsessed - Mariah Carey
- Look What You Made Me Do - Taylor Swift
- Bitch Lasagna - PewDiePie